# Tom, recéleur malgré lui
Pour plus de détails, voir Fiche technique et Distribution.
Tom, recéleur malgré lui (The Framed Cat) est le 48e court métrage d'animation de la série américaine Tom et Jerry réalisé par William Hanna et Joseph Barbera et sorti le 21 octobre 1950 aux États-Unis.